# Neolamprologus olivaceous
Neolamprologus olivaceous är en fiskart som först beskrevs av Brichard, 1989.  Neolamprologus olivaceous ingår i släktet Neolamprologus och familjen Cichlidae. IUCN kategoriserar arten globalt som otillräckligt studerad. Inga underarter finns listade i Catalogue of Life.